# Santa Cristina a Mezzana
Santa Cristina a Mezzana è una frazione situata nel comune di Carmignano in provincia di Prato.
La frazione che si sviluppa tra colline di oliveti e vigneti è a circa ml. 228 sopra il livello del mare e risulta raggiungibile dal capoluogo (Carmignano), distante circa 1,5 Km. , proseguendo da quest'ultimo in direzione nord lungo la Strada Provinciale SP10 (detta di Pietramarina).

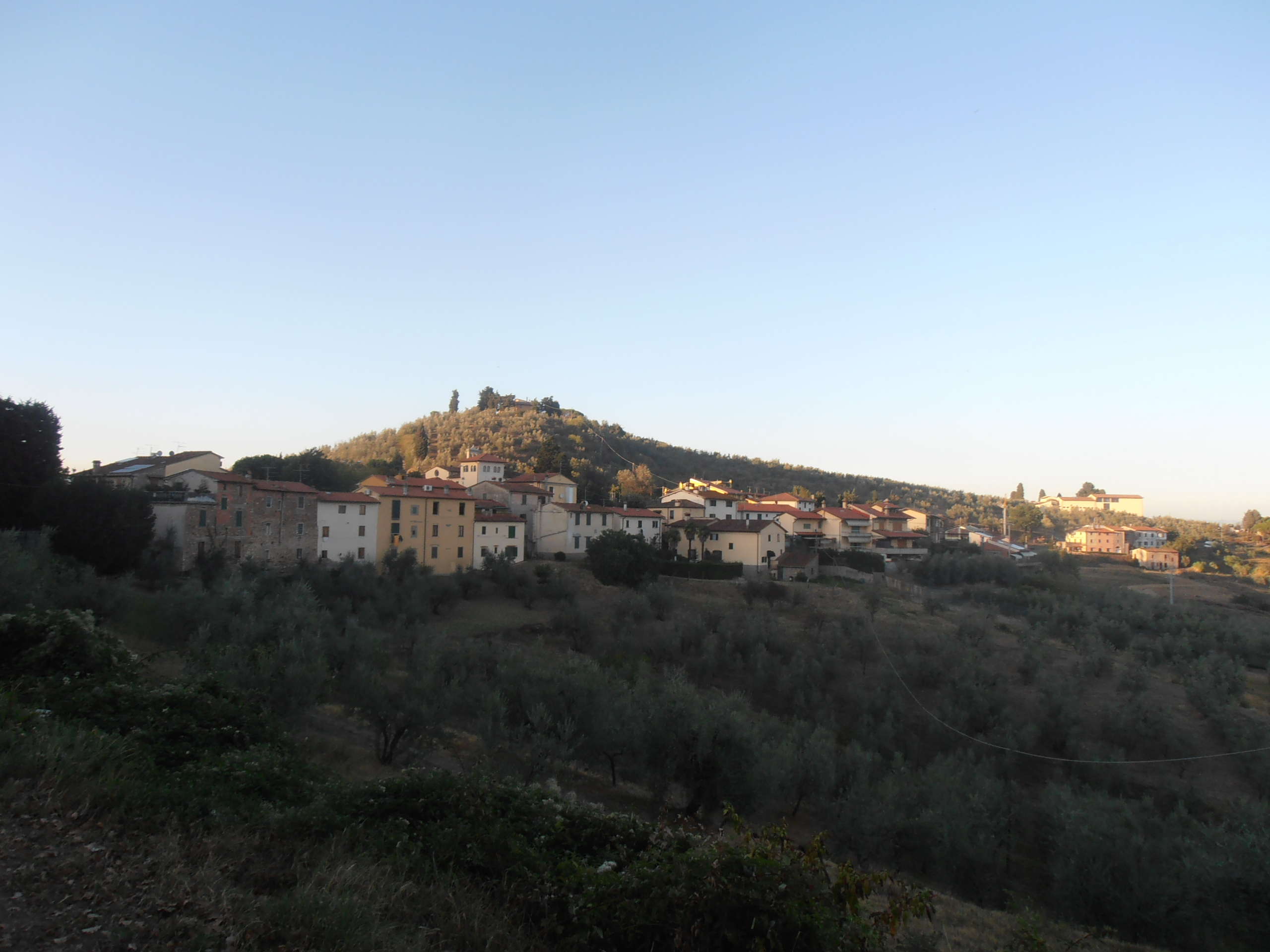
Panorama di S. Cristina a Mezzana

Il nucleo più antico del borgo si presenta allineato lungo la vecchia strada, ribassato rispetto all'attuale via di scorrimento .
La frazione risulta distare circa 14 Km. dal capoluogo di Provincia Prato,circa 25 Km da Firenze e circa 18 Km. da Pistoia.
Il paese celebra il proprio patrono di S. Cristina il 24 luglio.
Nel paese è presente la chiesa di Santa Cristina, edificata tra il XVII e il XX secolo. Ha subito dei mutamenti nel 1600 e nel 1940,all'interno della chiesa sono presenti delle tele del XVI secolo.

## Galleria d'immagini

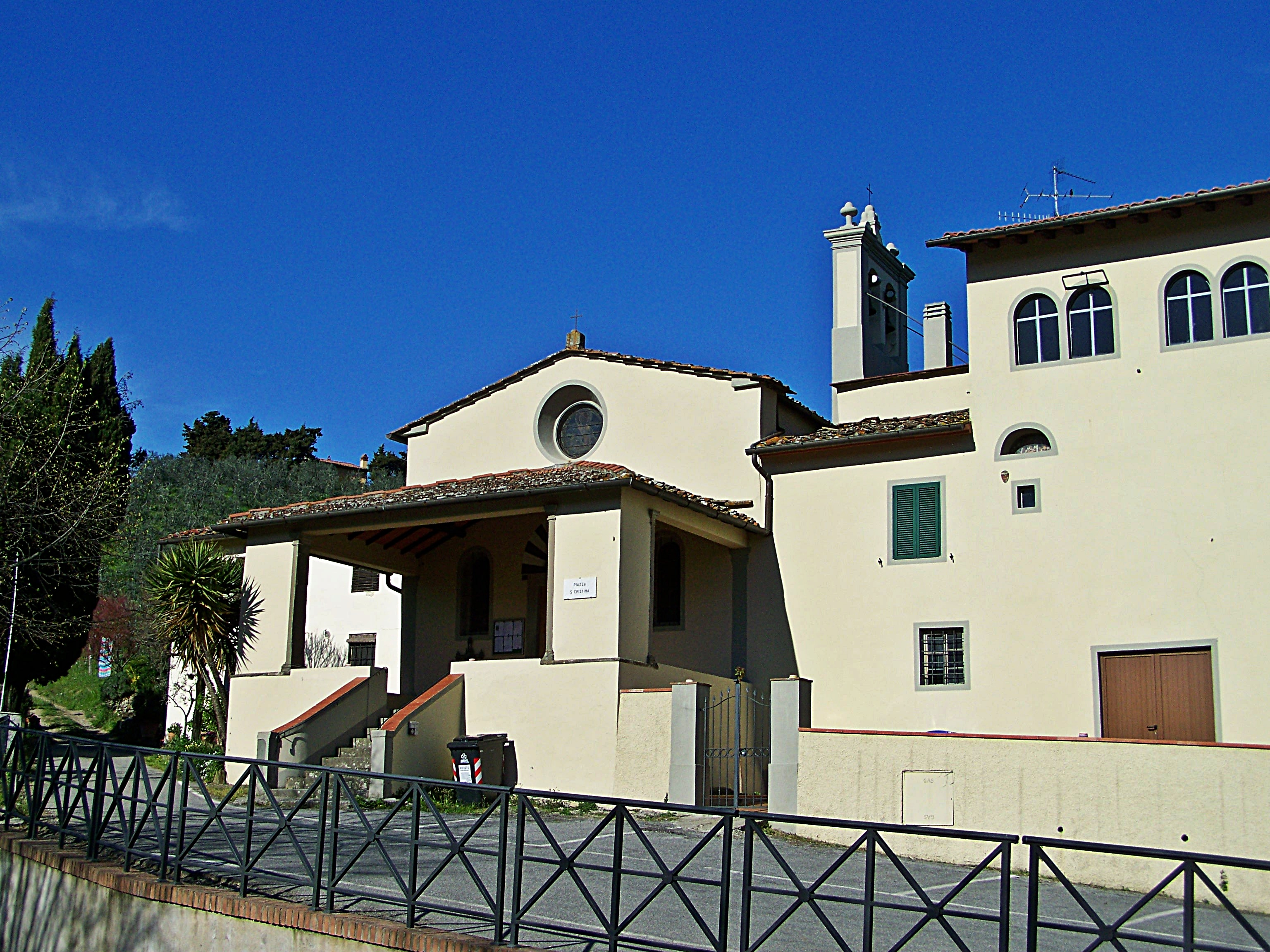
La chiesa e l'oratorio
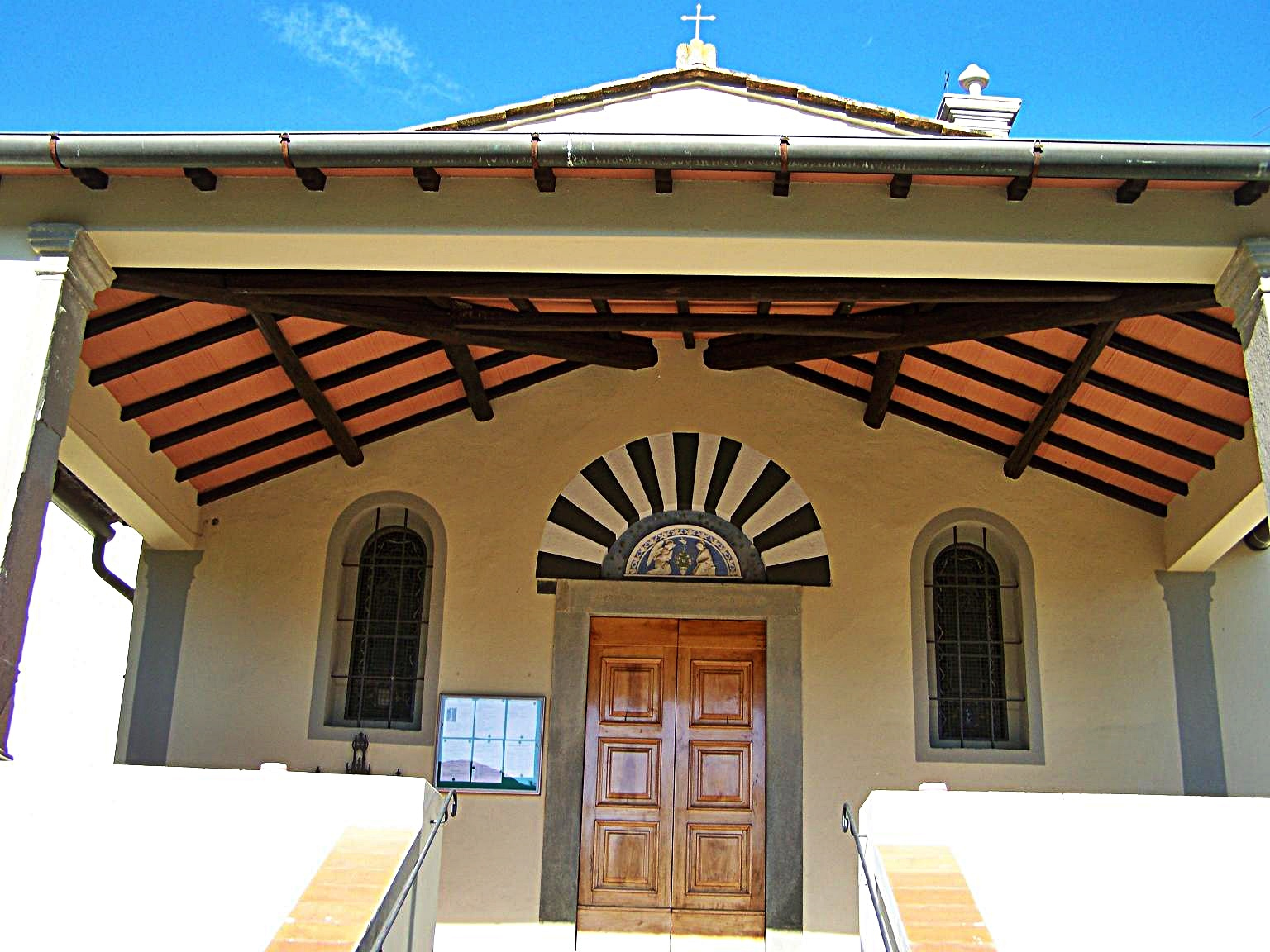
Il portico
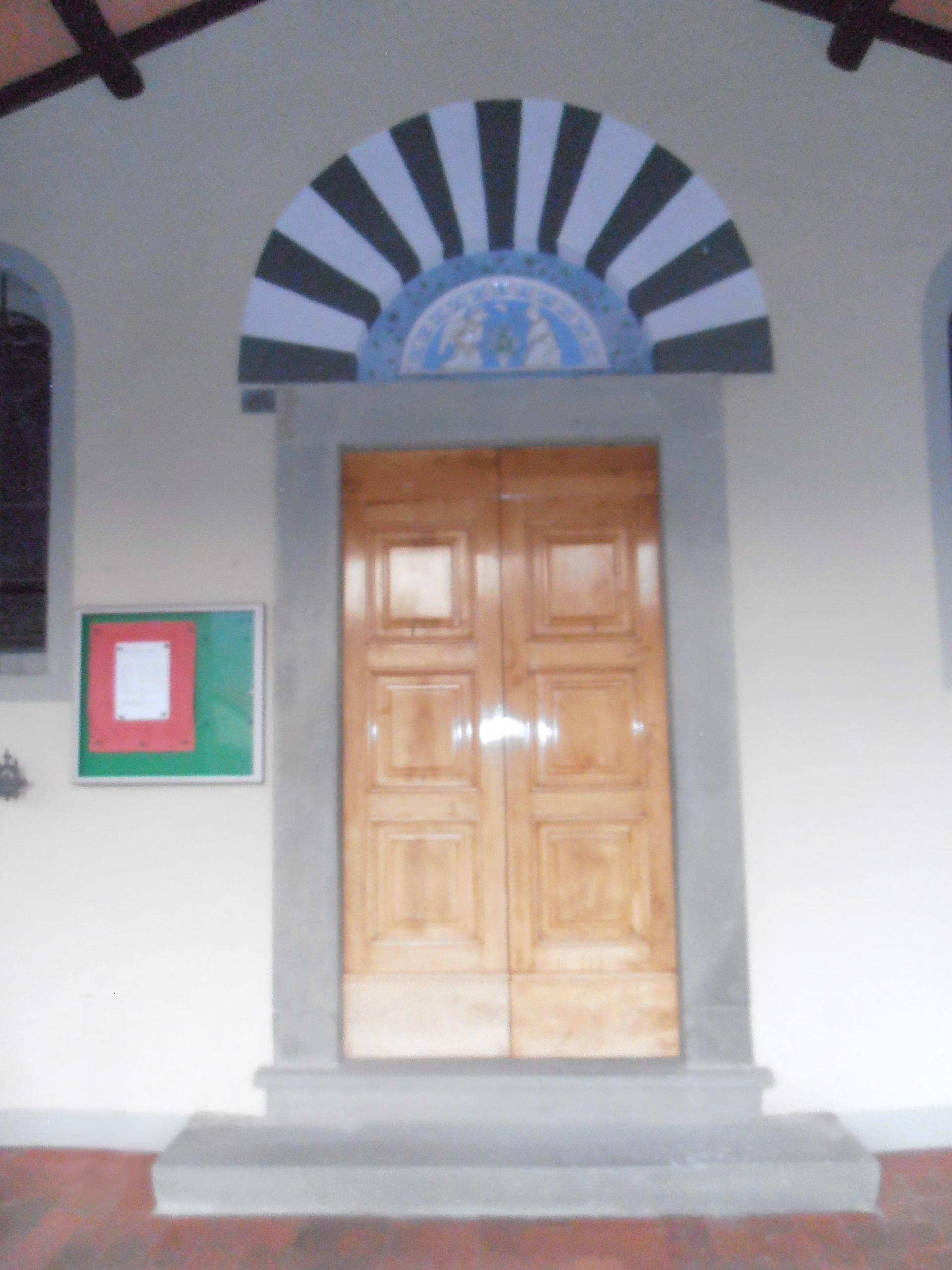
L'ingresso
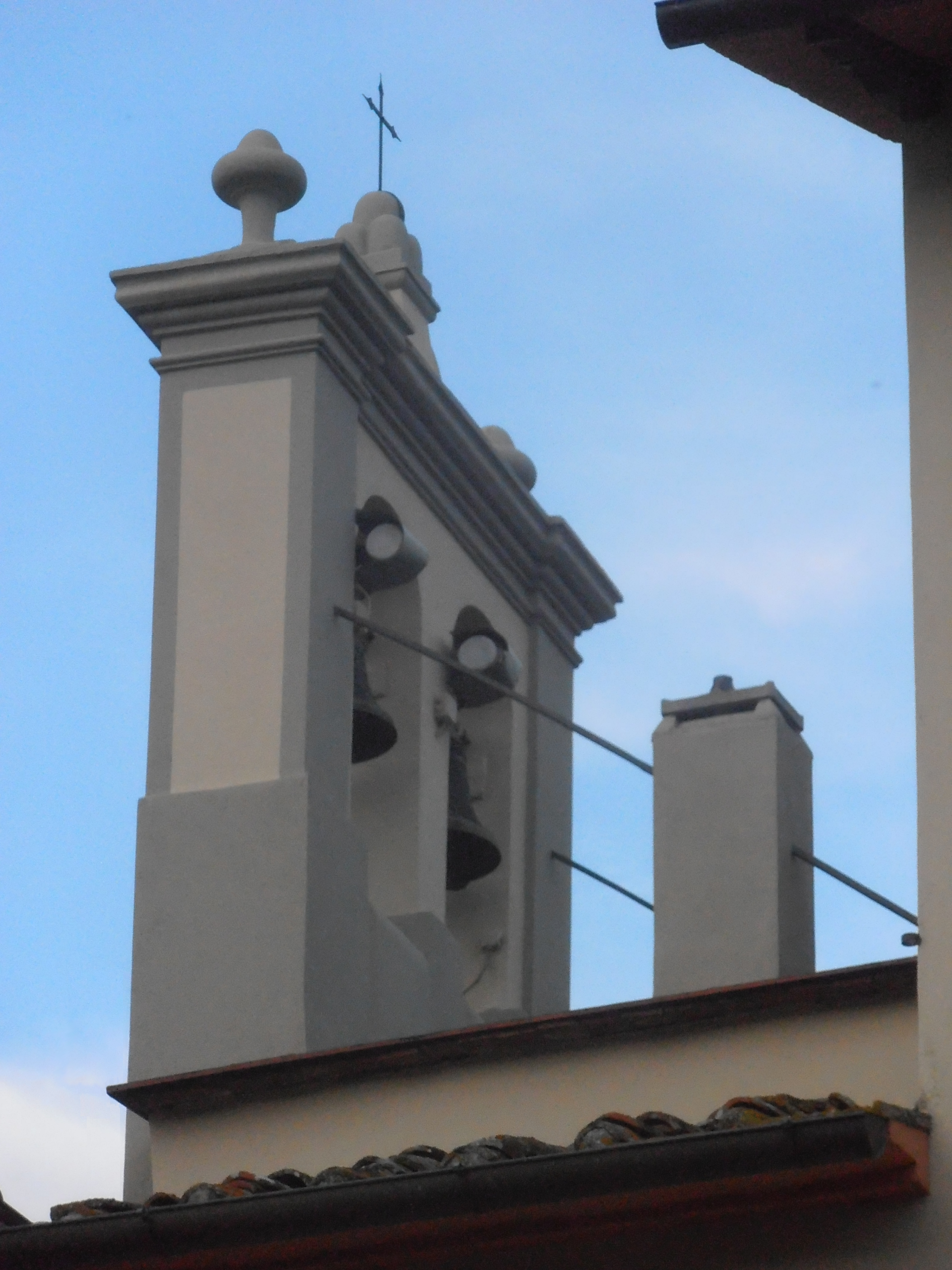
Particolare del campaniletto a vela